# Strada Statale 223 di Paganico
Die Strada Statale 223 di Paganico (Abkürzung: SS 223) ist eine italienische Staatsstraße in der italienischen Region Toskana. Sie verbindet die Städte Grosseto und Siena und hat eine Länge von ca. 67 km. Betrieben wird sie von der ANAS S.p.A., daher ist sie auf ihrem gesamten Verlauf mautfrei, außerdem ist sie Bestandteil der Europastraße E78. Fertiggestellt wurde sie im Jahre 1974.

## Verlauf
Die SS 223 beginnt am nördlichen Stadtrand von Grosseto, wo sie von der Variante Aurelia an der Anschlussstelle Grosseto-Roselle abzweigt. Sie führt zunächst durch die nördliche Maremma, vorbei an den Ruinen der alten Etruskerstadt Roselle. Auf ihrem Verlauf in Richtung Nordosten verlässt sie bei Batignano die Ebene um Grosseto und verläuft nun durch die Hügel zwischen den Flüssen Gretano, Lanzo und Farma. Dabei passiert sie die Gemeinden Campagnatico und Civitella Paganico (hierbei jeweils die namensgebenden Orte Paganico, mit 2 Abfahrten, und Civitella Marittima).
Ab Paganico führt die SS 223 in die Berge und verläuft hier auch über zahlreiche Brücken und Tunnels und erreicht schließlich den 1,5 km langen Casale-di-Pari-Tunnel die Provinzgrenze zwischen Siena und Grosseto. Gleich dahinter, bei der Ortschaft Bagni di Petriolo befindet sich außerdem eine 900 m lange und über 100 m hohe Talbrücke über den Fluss Farma. Hier tritt die Straße in die Gemeinde Monticiano ein und verläuft entlang des Flusses Merse bis ins Ortsgebiet von Sovicille. Hier durchquert sie bis Siena zum Teil bewaldetes, aber auch landwirtschaftlich kultiviertes Terrain und überquert kurz vor Siena die Flüsse Sorra und Tressa. Im Süden von Siena zweigt die SS 223 zur Westtangente von Siena nach Florenz ab. Der östliche Straßenverlauf bleibt Teil der Europastraße 78 und führt nach Arezzo und Fano.

## Ausbauzustand und Pläne
Die SS 223 ist zusammen mit der SS 73 Bestandteil der E78 Grosseto – Fano, die die Adriaküste mit dem Tyrrhenischen Meer verbindet. Aufgrund des gewachsenen Verkehrsaufkommens und dem hohen Stellenwert dieser Verbindung in Italien, hat man sich dazu entschlossen, die komplette Strecke der E 78 auf 4 Spuren zur „SGC Grosseto - Fano“ auszubauen. Damit soll der Schaffung einer leistungsfähigen Infrastruktur zwischen den beiden Städten Rechnung getragen werden. Der Ausbau wurde in mehrere Baulose unterteilt:
| SS 223 Strada Statale di Paganico Grosseto – Siena |                                                                        |
|                                                    | Bauabschnitte                                                          |
|                                                    | Baulos 4 Umfahrung Civitella Paganico KM 27,200 – 30,040 in Planung    |
|                                                    | Baulos 5 - 8 Civitella Paganico – Monticiano KM 30,040 – 41,600 in Bau |
|                                                    | Baulos 9 Monticiano, Murlo & Sovicille KM 45,600 – 53,400 in Planung   |